# Bidessonotus
Bidessonotus es un género de coleópteros adéfagos de la familia Dytiscidae. 

## Especies
| - Bidessonotus adumbratus Cl. - Bidessonotus bicolor Guignot 1957 - Bidessonotus browneanus - Bidessonotus canis Miller 1997 - Bidessonotus championi - Bidessonotus dubius Young 1990 - Bidessonotus fallaz - Bidessonotus inconspicuus - Bidessonotus inigmaticus Young 1990 - Bidessonotus melanocephalus - Bidessonotus mexicanus - Bidessonotus mobilis - Bidessonotus morosus - Bidessonotus nepotinus - Bidessonotus obtusatus Reg. | - Bidessonotus otrerus Young 1990 - Bidessonotus paludicolus Young 1990 - Bidessonotus peregrinus - Bidessonotus pictus Young 1990 - Bidessonotus ploterus Young 1990 - Bidessonotus pollostus Young 1990 - Bidessonotus pulicarius - Bidessonotus regimbarti - Bidessonotus rhampherens Young 1990 - Bidessonotus rubellus Young 1990 - Bidessonotus sobrinus - Bidessonotus subsericeus Blatch. - Bidessonotus tibialis - Bidessonotus truncatus - Bidessonotus vicinus Br. |